# Calbayog
Calbayog ist eine Stadt im Nordwesten der Provinz Samar in den Philippinen und erstreckt sich etwa 60 km entlang der Westküste der Insel Samar. Nach der Volkszählung vom 1. August 2015 beträgt die Bevölkerung 183.851 Personen. Calbayog City ist damit die größte Stadt in der Provinz.
Calbayog ist Sitz des Bistums Calbayog. Wichtigstes Festival ist das Sarikiki-Hadang-Festival, welches jeweils in der ersten Septemberwoche stattfindet.

## Barangays
Calbayog ist in drei Distrikte (Calbayog, Oquendo and Tinambacan) mit 157 Barangays aufgeteilt.
| - Jose A. Roño - Acedillo - Alibaba - Amampacang (Tinambacan District) - Anislag - Ba-ay (Tinambacan District) - Bagacay - Baja - Balud (Pob.) - Bante (Tinambacan District) - Bantian (Tinambacan District) - Basud - Bayo - Begaho - Binaliw (Tinambacan District) - Bugtong (Tinambacan District) - Buenavista - Cabacungan - Cabatuan - Cabicahan - Cabugawan - Cacaransan - Cag-olango (Tinambacan District) - Cag-anahaw - Cagbanayacao - Cagbayang - Cagbilwang - Cagboborac - Caglanipao Sur (Tinambacan District) - Cagmanipes Norte (Tinambacan District) - Cag-anibong - Cagnipa (Tinambacan District) - Cagsalaosao - Cahumpan - Calocnayan - Cangomaod (Tinambacan District) - Canhumadac - Capacuhan - Capoocan - Carayman - Catabunan (Tinambacan District) - Caybago - Central (Pob.) - Cogon - Dagum - Dawo - De Victoria - Dinabongan - Dinagan - Dinawacan - Esperanza - Gadgaran - Gasdo | - Helino - Geraga-an - Guin-on - Guimbaoyan Norte - Guimbaoyan Sur - Hamorawon - Hibabngan - Hibatang - Higasaan - Himalandrog - Jimautan - Hugon Rosales - Jacinto - Aguit-itan (Pob.) - Kili-kili - La Paz - Langoyon - Lapaan - Libertad - Limarayon - Looc - Longsob - Lonoy - Mabini I (Calbayog District) - Mabini II (Oquendo District) - Macatingog - Mag-ubay - Manguino-o (Tinambacan District) - Malaga (Tinambacan District) - Malajog (Tinambacan District) - Malayog (Tinambacan District) - Malopalo (Tinambacan District) - Marcatubig (Tinambacan District) - Mancol - Mantaong (Oquendo District) - Matobato - Mawacat - Maybog - Maysalong - Migara - Nabang - Naga - Naguma - Navarro - Nijaga - Oboob - Obrero - Olera - Oquendo (Pob.) - Osmeña - Palanas - Palanogan | - Panlayahan - Panonongon - Panoypoy - Patong - Peña (Tinambacan District) - Pilar - Pinamorotan - Quezon - Rawis - Rizal I (Calbayog District) - Rizal II (Oquendo District) - Roxas I (Calbayog District) - Roxas II (Oquendo District) - Saljag (Baut)(Tinambacan District) - Salvacion - San Antonio - San Isidro - San Joaquin (Tinambacan District) - San Jose - San Policarpo (Ipao) - San Rufino - Saputan - Sigo - Sinantan - Sinidman Occidental - Sinidman Oriental - Tabawan - Talahiban - Tapa-e - Tarabucan - Tigbe - Tinaplacan (Tinambacan District) - Tomaliguez - Trinidad (Sabang) - Victory - Villahermosa - Awang East (Pob.) - Awang West (Pob) - Bagong Lipunan - Bontay - Kalilihan - Carmen - Danao I (Tinambacan District) - Danao II (Tinambacan District) - Gabay - Pagbalican - Payahan - Tanval - Tinambacan Norte (Tinambacan District) - Tinambacan Sur (Tinambacan District) - Cagmanipes Sur (Tinambacan District) - Manuel Barral, Sr. |